# Batîr
Batîr è un comune della Moldavia situato nel distretto di Cimișlia di 1 912 abitanti al censimento del 2014.

## Storia
Il villaggio attuale fu fondato nel 1808 quando 48 famiglie di contadini moldavi si trasferirono nell'area, la quale precedentemente ospitava un insediamento tataro. Nel 1822 vi si stabilirono anche 10 famiglie di contadini ruteni, i quali avevano i cognomi Revenko, Malashenko, Girik, Grizhuk, Todorovič, Grushitskiy (anche Grushinskiy), Podkormezhnyy (anche Kernitskiy e Zakerničnyy) e Vesel'noy (anche Vesel'nyy e Vesyolyy).

## Geografia
Il villaggio si trova nella parte meridionale del paese, a circa 14 km dal capoluogo distrettuale Cimișlia.